# Helmut Kuhnert
Helmut Kuhnert (* 1. března 1936 Berlín) je bývalý východoněmecký rychlobruslař.
Od roku 1953 se účastnil východoněmeckých šampionátů. Na velkých mezinárodních závodech startoval poprvé v roce 1956. Tehdy se také zúčastnil Zimních olympijských her (500 m – 34. místo, 5000 m – 9. místo, 10 000 m – 10. místo). Na Mistrovství světa 1958 dosáhl čtvrté příčky a o dva roky později vybojoval na světovém šampionátu bronzovou medaili. Startoval také na ZOH 1960 (500 m – 20. místo, 1500 m – 9. místo, 5000 m – 22. místo, 10 000 m – 13. místo) a 1964 (500 m – 16. místo). Poslední závody absolvoval v roce 1965.